# 穿越小说
穿越小說，是主线是講述主人公由於某種原因（或機緣巧合、或特意為之），跳脫原來生活的時空（穿越時空）到過去、未來或者某個特定的虛擬世界，繼而發生的一系列事件。內容可以包含武侠修真、言情、奇幻等內容。主人公为多人同时穿越，则是群穿小说。
所謂特定時空，可以是歷史上的某個朝代，常出現的橋段有回到古代，利用现代思想和技术谋取权位、改造历史等，如美国大作家马克·吐温的《康州美國佬大鬧亞瑟王朝》。。另外，所謂特定時空，也可以是虛擬出的某個環境，例如C·S·路易斯的《納尼亞傳奇》。
有意見認為在當代中國文學裡，黃易的《尋秦記》是當代中文穿越小說的鼻祖。也有意見說，席絹的《交錯時光的愛戀》才是當代中文穿越小說的鼻祖。

## 類別
- 時間旅行小說：如現代人回到歷史上某個時間點或著說是野史中的某些橋段，或過去的人去到現在，現在的人去到未來等。
  - “清穿”：嚴格來說“清穿”也是時間穿越小說的一種，然而由於清朝的文化設定跟其他中華歷史的差距較大，“清穿”時常被特別抽出來作獨立分類；
- 空間穿越小說：這個類別大致上是在描述主角穿越到劍與魔法的世界
- 反穿越小說：這個類別大致上是描述其他時空的生物或著人工智慧穿越到現實世界來。
- 混合穿越小說：特點為主要角色可以穿梭於多個時空，而此類型之內容可以同時包含前三類的寫作元素，所以故事情節富有多樣性易吸引讀者注意，此新興題材受到許多讀者的歡迎，但是對小說作者的情節安排能力需求較高，新人作者較不易掌握。
- 「快穿小說」：一般以競技或經歷的形式，由多個不同類型，但歷程較短的穿越故事串連而成。

## 例子
- 《临高启明》，工业党类型的群穿小说。五百名穿越者依赖携带的设备、技术，以及集体的力量改变历史。
- 《小市民的奋斗》
- 《复唐》
- 《新宋》

### 舆论评论
- 从网络穿越小说中看现代女性的迷惘（页面存档备份，存于）
- “穿越小说”还能火多久（页面存档备份，存于）
- 穿越小说承载的社会意义（页面存档备份，存于）
- 穿越小说的创作模式与文化意蕴研究（页面存档备份，存于）
- 穿越时空编织现代女性白日梦—穿越小说的女性心理症候分析（页面存档备份，存于）
- 穿越小说的基本模式与特点（页面存档备份，存于）
- 青年青睐网络“穿越”小说的深层原因分析（页面存档备份，存于）
- 亦史亦幻 至情至性——评网络盛行的“穿越”小说（页面存档备份，存于）
- 论网络穿越小说对青少年心理健康的影响（页面存档备份，存于）
- 论网络文化视野中的穿越小说（页面存档备份，存于）
- “80后”女性写手与网络穿越小说（页面存档备份，存于）
- 网络穿越小说的审美特色（页面存档备份，存于）
- 成人的童话梦——网络穿越小说文化心理浅析（页面存档备份，存于）
- 网络穿越小说简论（页面存档备份，存于）